# Adam Drury
Adam James Drury (Cottenham, 29 agosto 1978) è un ex calciatore inglese, di ruolo difensore.

## Carriera
Cresce nel Peterborough United dove gioca in prima squadra a partire dal 1995.
Nel 2001 passa al Norwich City dove si afferma subito come titolare ed alla seconda stagione viene eletto come "giocatore dell'anno" del suo club. 
Nel 2004 vince la Championship e gioca la seguente stagione in Premier League.
Resta al Norwich anche nelle successive stagioni nonostante le due retrocessioni dei giallo-verdi fino alla League One (terza serie).
Successivamente ottiene due promozioni consecutive: nel 2010 vincendo la League One e poi nel 2011 giungendo secondo in Championship e salendo così nuovamente in Premier League.

## Palmarès

### Club

#### Competizioni nazionali
- Football League Championship: 1

Norwich City: 2003-2004
- Football League One: 1

Norwich City: 2009-2010